# Ана Мария Грот
Ана Мария Гроот де Маеча (Богота, 29 август 1952 г.) е колумбийски историк, археолог, антрополог и доцент в катедрата по антропология на Националния университет на Колумбия. Говори испански, английски и френски.

## Биография
Ана Мария Гроот де Махеча е родена в Богота на 29 август 1952 г. Тя посещава Colegio Santa Francisca Romana и учи антропология в Universidad de los Andes, като получава магистърска степен. заглавие през 1974 г. с дисертация на име Excavaciones Arqueológicas en Tierradentro. Estudio sobre cerámica y su posible uso en la elaboración de la sal („Археологически разкопки в Тиерадентро. Проучване на керамиката и нейната възможна употреба при изработването на сол"). През 2008 г. Ана Мария Гроот получава докторска степен по история на Националния университет в Колумбия
Грут е публикувала за археологията и антропологията на предколумбовите местни култури като Тиерадентро, Сан Агустин, Нариньо, Тайрона и Муиска, предимно за използването на сол от мините Немокон и Зипакира.

### Книги
- 2008 – Sal y poder en el altiplano de Bogotá, 1537-1640[1]
- 2006 – Arqueologia y patrimonio : conocimiento y apropiacion social[1]
- 1992 – Checua: Una secuencia culture entre 8500 y 3000 años antes del presente[1]
- 1991 – Intento de delimitación del territorio de los grupos étnicos pastos y quillacingas en el altiplano nariñense[1]
- 1989 – Колумбия prehispánica: regiones arqueológicas; глави I, VIII, IX

### Лекции
- 2015 – La mita salinera en el Nuevo Reino de Granada y el rol de las mujeres: el caso de los muiscas en el altiplano de Bogotá